# Ulvhild
Ulvhild (även Ulfhild) är ett nordiskt kvinnonamn.

## Kända personer med namnet Ulvhild
- Ulvhild, svensk drottninggemål (1100-talet) till kungarna Inge den yngre och Sverker I, född i den norska stormannaätten Thjotta
- Ulvhild, hustru till Folke jarl och i äldre tradition ansedd som dotter Sune Sik den äldre[1]
- Ulvhild, dansk prinsessa (dotter till kung Olof Hunger)
- Ulvhild, sachsisk hertiginna, född norsk prinsessa